# 천안중앙시장
천안중앙시장은 충청남도 천안시에 위치한 전통시장이다. 교통의 변화가 일어나던 20세기에도 물류의 중심 수단으로 부상한 철도가 부설되면서 지리적인 이점은 유지되었다. 1905년 경부선, 1922년 장항선 등 철도가 지나면서 천안 시내에는 상점가가 형성되었고, 여러 곳에 시장이 개설되었다. 아우내장터라고 불리는 병천시장에서는 유관순 열사의 만세운동이 일어나기도 했다. 일제강점기인 1930년대 후반 천안 지역에는 모두 5개의 시장이 개설되어 있었다.

## 연혁

### 1918년 ~ 1950년
천안중앙시장은 1905년 경부선, 1922년 장항선 등 철도가 지나면서 천안 시내에는 상점가가 형성되었고, 여러 곳에 시장이 개설되었다. 아우내장터라고 불리는 병천시장에서는 유관순 열사의 만세운동이 일어나기도 했다. 일제강점기인 1930년대 후반 천안 지역에는 모두 5개의 시장이 개설되어 있었다. 1950년대 천안 시내의 중심지인 사직로와 천안역 주변에 노점 형태의 시장이 형성되었다. 

### 1950년 ~ 1970년
천안 시내는 한국전쟁 때 크게 파괴되었다. 전쟁을 복구하는 과정에서 천안의 중심인 사직로를 중심으로 시가지 도로변에 노점이 형성되었다. 1951년에 60여 개의 장옥이 형성되었고 차츰 늘어나서 노점과 장옥을 합쳐서 250여 개에 이를 정도로 성황을 이루었다. 전쟁이 끝나고 사회가 안정기에 접어들고 경제가 발전하자 인구가 증가하고 거래가 활발해지면서 노점이 난립해 있던 사직로에 시장의 모습이 형성되기 시작했다. 1960년대에 사직로의 시장은 장날이 되면 천안의 주민들뿐만 아니라 100리 이내에 있는 많은 사람들이 장을 찾아서 교통이 마비될 정도로 혼잡스러웠다.

### 1970년 ~ 2025년
1970년대에 들어서 경부고속도로가 개통되고, 다른 도로들이 신설 또는 정비되면서 천안은 오히려 서울이나 대전의 상권에 잠식되기 시작했다. 그 때문에 1960년대보다 상권이 줄어들었다. 그 대신에 사직로에 형성되었던 노점과 장옥을 중심으로 한 정기시장이 중앙시장과 천일시장, 자유시장, 영성청과도매시장 등 4개의 상설시장으로 대체되면서 천안에 거주하는 주민들을 위한 생활밀착형 시장으로 변화했다. 2011년에는 남산중앙시장 일대가 천안시에 의해 전통 상업 보존 구역으로 지정되었다. 이에 따라 이 지역 내에 대형마트나 기업형 슈퍼마켓 등의 난립을 막아 남산중앙시장의 상권이 보호되고 있다.

## 같이 보기

### 일반 주제
- 대한민국의 시장 목록